# Saint-Caprais (Gers)
 Saint-Caprais  (en occitano Sent Crabari) es una población y comuna francesa, ubicada en la región de Mediodía-Pirineos, departamento de Gers, en el distrito de Auch y cantón de Gimont.

## Demografía
| 145 | 119 | 104 | 106 | 101 | 102 |
| Para los censos de 1962 a 1999 la población legal corresponde a la población sin duplicidades (Fuente: INSEE [Consultar]) |     |     |     |     |     |